# Русский Турек
Русский Турек — село в Уржумском районе Кировской области России. Административный центр Русско-Турекского сельского поселения.

## Название
Село названо по реке Турек. Слово Турек имеет, предположительно, марийское происхождение (Мари-Турек: слова Мари и Русский определяют национальный состав населённых пунктов).

## География
Село находится в юго-восточной части Кировской области, в зоне хвойно-широколиственных лесов, на правом берегу реки Вятки, вблизи места впадения в неё реки Туреченки, на расстоянии приблизительно 11 километров (по прямой) к востоку-юго-востоку (ESE) от города Уржума, административного центра района. Абсолютная высота — 77 метров над уровнем моря.
Климат
Климат характеризуется как континентальный, умеренно холодный. Среднегодовая температура — 1,9 °C. Средняя температура воздуха самого холодного месяца (января) составляет −12,5 °C (абсолютный минимум — −45 °С); самого тёплого месяца (июля) — 18,5 °C (абсолютный максимум — 36 °С). Безморозный период длится в течение 126—131 день. Годовое количество атмосферных осадков — 496—545 мм, из которых 245 — 275 мм выпадает в период с мая по сентябрь. Снежный покров держится в течение 150 дней.

## История
Основано марийцами в 1459 как Турек.

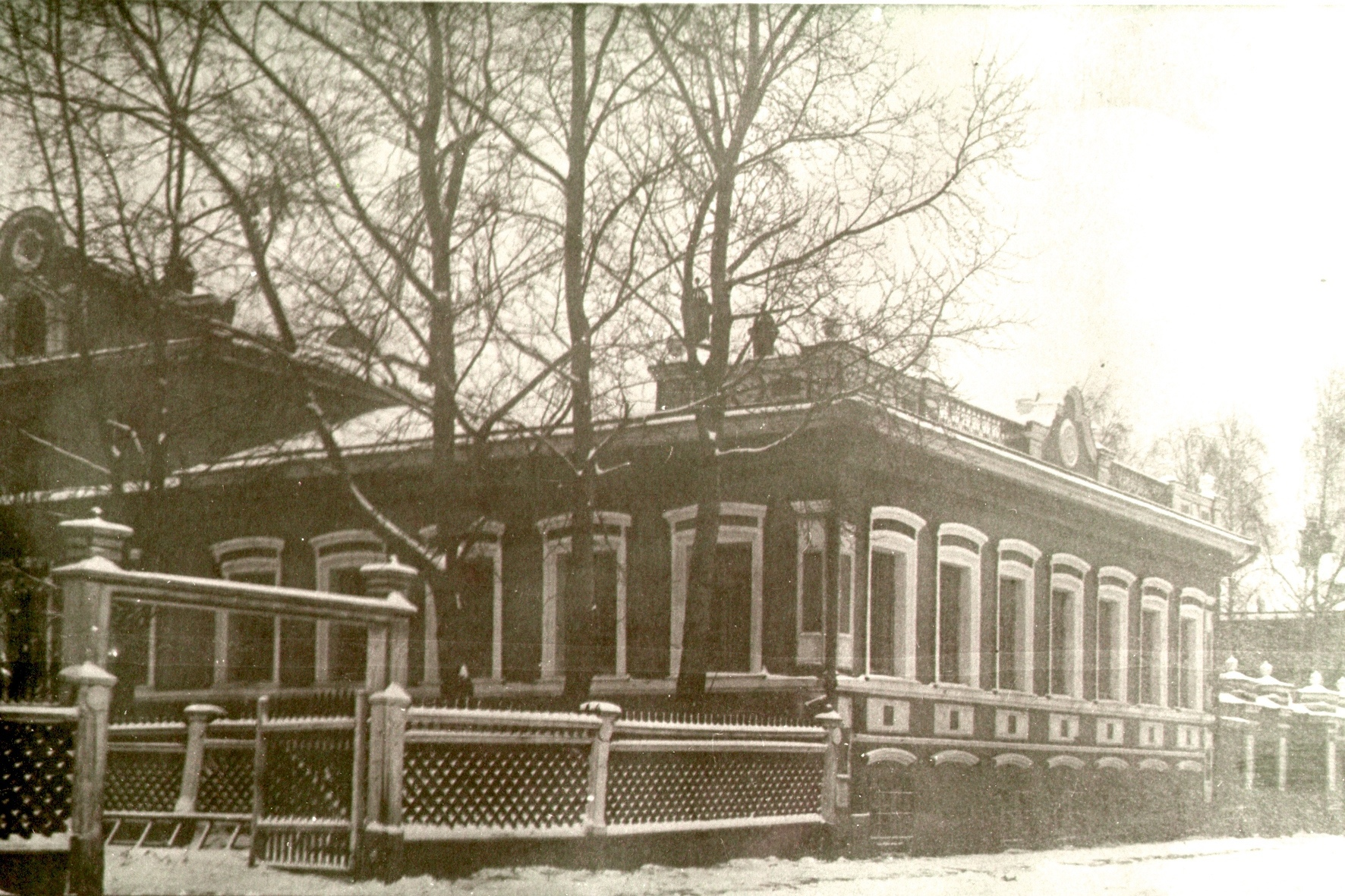
Дом Н. Д. Шамова

Предположительно, к середине XVII века, село разделилось: по легенде, первыми русскими поселенцами были староверы, которые пришли с верховьев реки Вятки с Омутнинского края, и поселились рядом с первопоселенцами, по обе стороны реки Турек. Марийцы оставили новым поселенцам деревню, а сами ушли в близлежащие.
Коренными жителями Турека считается род Бушковых, состоявший из нескольких семейств. Позднее появились Шамовы, Корепины, Улановы.
Село в 1929–1932 и 1935–1959 входило в Шурминский район. Родители А. Т. Твардовского, в период коллективизации и репрессий, находились в ссылке в селе.
В 1960 при исследованиях описано как старообрядческое село.

## Население
| 2010 |
| ---- |
| 1154 |

Половой состав
По данным Всероссийской переписи населения 2010 года в гендерной структуре населения мужчины составляли 42,3 %, женщины — соответственно 57,7 %.
Национальный состав
Согласно результатам переписи 2002 года, в национальной структуре населения русские составляли 89 % из 1334 чел.